# Kirk Baily

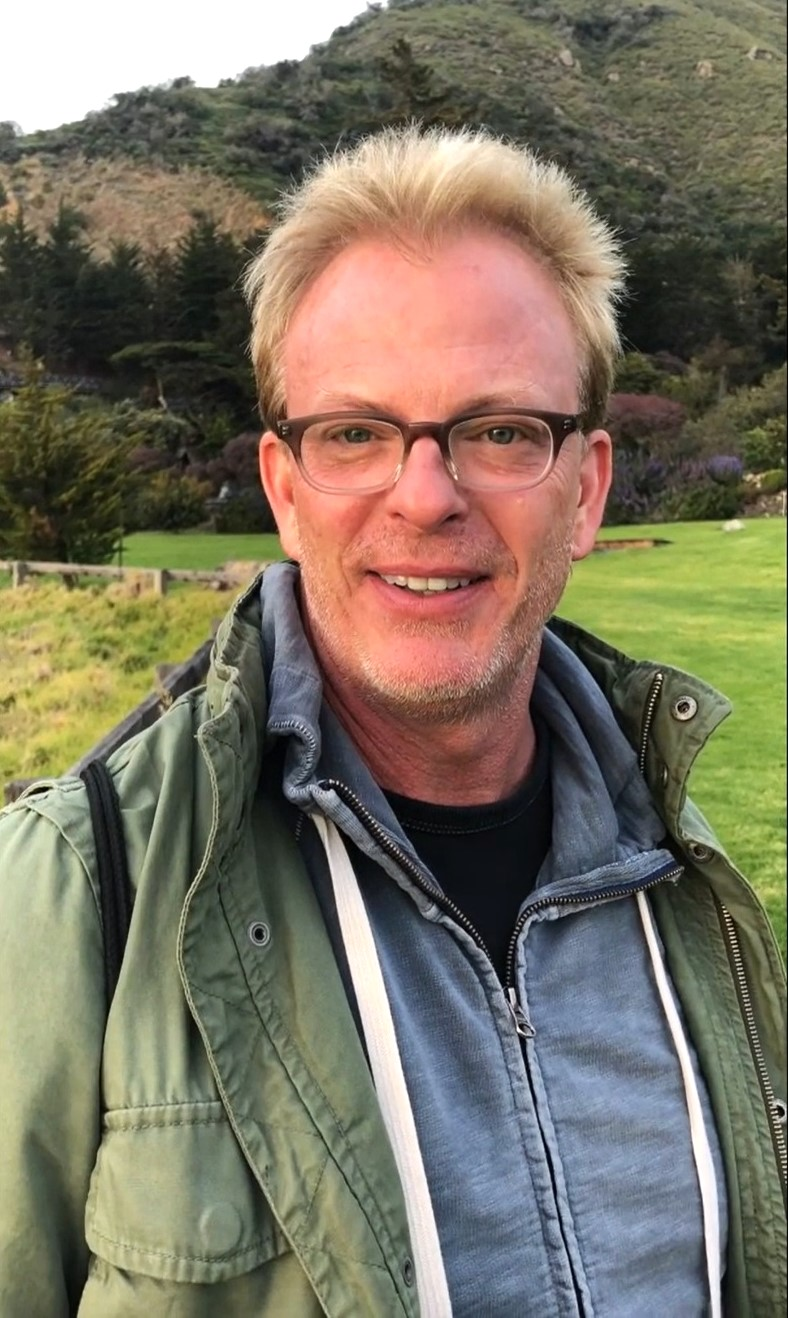
Kirk Baily, 2022

Kirk William Baily (* 2. Februar 1963 in Adrian, Michigan; † 28. Februar 2022 in Los Angeles, Kalifornien) war ein US-amerikanischer Schauspieler und Synchronsprecher.

## Leben
Baily war der Sohn von Harold Baily, einem Veteran der United States Navy aus Adrian, der im Zweiten Weltkrieg unter George S. Patton diente, und Barbara Moats, einer Lehrerin aus Ney, Ohio. Er wuchs zusammen mit vier Brüdern auf. Baily nannte Abbott und Costello, Dick Van Dyke, The Three Stooges und Tim Conway als frühe kreative Einflüsse, da er und seine Brüder sie in der Kindheit gerne im Fernsehen gesehen hatten.
Er machte 1981 seinen Abschluss an der Adrian High School, an der er Baseball spielte und in der Schwimmmannschaft war. Nach der Schulzeit studierte er ab 1981 Theaterwissenschaften an der Miami University, die er 1985 abschloss. Er war Mitglied von Ohio Lambda, der Phi Kappa Psi-Bruderschaft. Im Abschlussjahr spielte er die Hauptrolle in einer Produktion von The Front Page.
Von 1993 bis zu ihrer Scheidung im Jahr 2019 war er mit Peggy Ziegler verheiratet; das Paar hatte zwei Kinder, Bella Clare und Bowen.
Baily und Michael Ray Bower waren 1998 Trauzeugen bei der Hochzeit ihres ehemaligen Salute Your Shorts-Schauspielkollegen Danny Cooksey.
Im August 2021 wurde bei Baily Lungenkrebs festgestellt, er erklärte aber, er werde weiterhin als Synchronsprecher arbeiten, solange er dazu in der Lage sei. Zu seinen letzten Arbeiten gehörten Sprechrollen in Paws of Fury: The Legend of Hank und DC League of Super-Pets, die ihm beide gewidmet wurden.
Er verstarb im Alter von 59 Jahren in Sherman Oaks an Herzversagen in Folge seiner Krebserkrankung. Er hinterließ seine Partnerin, die Schauspielerin Ranjani Brow, und seine beiden Kinder. Der Radiomoderator Sam Roberts gedachte Baily am 2. März 2022 in einer Folge seiner Sendung Sam Roberts Now.

## Karriere
Nach dem Studium wechselte er nach New York City, wo er seine schauspielerischen Fähigkeiten weiterentwickelte und als Schauspiellehrer arbeitete. 1987 zog er nach Los Angeles und trat bei den Groundlings und bei The Second City auf.
Neben der Arbeit auf der Bühne war Baily auch vor der Kamera zu sehen, begann seine Karriere allerdings als Tonkoordinator für den Film Killer Klowns From Outer Space aus dem Jahr 1988 und arbeitete auch als ADR-Looper (dt. Nachsynchronisierung) für Film und Fernsehen. Bereits während seiner Zeit in New York in den 1980er Jahren hatte er einige Gastrollen in Seifenopern, die vor Ort gedreht wurden.
Von 1991 bis 1992 spielte er die Rolle des Camp-Betreuers Kevin „Ug“ Lee in der Sitcom Salute Your Shorts auf Nickelodeon; im Jahr 1991 verletzte er sich das linke Trommelfell, als er bei Dreharbeiten zur Folge Ug’s Girlfriend is Coming in einem See im Franklin Canyon Park tauchte.
Baily, der auch manchmal als Bo Williams auftrat, war in mehreren Fernsehserien als Darsteller zu sehen, beispielsweise in NAM – Dienst in Vietnam, Palm Beach-Duo, Models Inc., Beverly Hills, 90210, in Die Larry Sanders Show, Pacific Blue – Die Strandpolizei, in Eine himmlische Familie und Für alle Fälle Amy, Felicity und in New York Cops – NYPD Blue.
1999 hatte er eine wiederkehrende Rolle als Greg Madigen in der letzten Staffel von Melrose Place und in Star Trek: Raumschiff Voyager als Magnus Hansen, Vater von „Seven of Nine“.
In Filmen war er sowohl als Darsteller zu sehen und als Sprecher zu hören. Er lieh zahlreichen Anime- und Zeichentrick-Charakteren seine Stimme; er hatte unter anderem Rollen und Sprechrollen in Mobile Suit Gundam 00, Anna – Der Film, Der Hausfreund, Outside Ozona, Asterix & Obelix: Mission Kleopatra, Buried – Lebend begraben, Der Mohnblumenberg, ParaNorman, Hotel Transsilvanien, The Call – Leg nicht auf!, Die Eiskönigin – Völlig unverfroren, Baymax – Riesiges Robowabohu und in Bumblebee als Brawl. Darüber hinaus war er für zahlreiche Kinofilme in der Nachvertonung tätig (engl. ADR looper).
Er war auch in Werbespots zu sehen, beispielsweise 1993 für Mentos, und hatte einen Auftritt in dem Musikvideo zu If This Is It von Huey Lewis & the News aus dem Jahr 1984.
Baily arbeitete regelmäßig als Synchronsprecher: Er sprach unter anderem die Rolle des Tetsuya Kajiwara in Fushigi Yûgi, Millions Knives in Trigun, Shin in Cowboy Bebop und Garma Zabi in Mobile Suit Gundam – The Movie Trilogy. Er vertonte Computerspiele wie Galerians, Star Trek: Voyager – Elite Force, Xenosaga Episode I: Der Wille zur Macht, Shadow Hearts: Covenant, Condemned 2: Bloodshot, Dead Space: Downfall, Kessen II und mehrere Teile der Spielereihe .hack.
Seine letzten Auftritt vor der Kamera hatte er 2021 in der Fernsehserie Love, Death & Robots und 2022 als Sprecher in dem Film Paws Of Fury: Die Legende von Hank.
Im deutschen Sprachraum wurde Baily unter anderem von Nicolas Böll, Uwe Büschken, Peter Flechtner, Rainer Fritzsche, Matthias Klages, Michael Pan und Manfred Trilling synchronisiert.

## Filmografie (Auswahl)

### Film
- 1981: Mobile Suit Gundam 00
- 1981: Kidô senshi Gandamu II: Ai senshihen
- 1988: Anna – Der Film
- 1988: Alexa
- 1990: Voodoo Blood (Voodoo Dawn)
- 1990: Welcome to Bunk 13: The Unaired ‘Salute Your Shorts’ Pilot (Kurzfilm)
- 1991: Zwischen Leben und Tod (Absolute Strangers; Fernsehfilm)
- 1994: Augenblicke des Todes (Caroline at Midnight)
- 1994: Greyhounds – Schnüffler gehen nie in Rente (Fernsehfilm)
- 1995: Der Hausfreund
- 1995: Tage der Angst (Black Day Blue Night)
- 1997: Der Teamgeist (The 6th Man)
- 1997: Stone Cold II – Heart of Stone (Back in Business)
- 1998: Ninja Kids – Mission Freizeitpark (3 Ninjas: High Noon at Mega Mountain)
- 1998: Den Kopf in der Schlinge (Fernsehfilm)
- 1998: Outside Ozona
- 1999: Soccer Dog – Ein Hund bleibt am Ball (Soccer Dog: The Movie)
- 2000: Das Mercury Projekt (Fernsehfilm)
- 2000: Oh! My Goddess: Der Film
- 2001: Spion wider Willen (Sprechrolle)
- 2001: Robotic Angel
- 2001: Cowboy Bebop – Der Film
- 2001: Armitage: Dual Matrix (Video)
- 2002: Asterix & Obelix: Mission Kleopatra
- 2002: .hack//Liminality Vol. 1: In the Case of Mai Minase (Video)
- 2003: .hack//Liminality Vol. 4: Trismegistus (Kurzvideo)
- 2004: Life on Liberty Street (Fernsehfilm)
- 2005: Sentô yôsei shôjo tasukete! Mave chan (Kurzvideo)
- 2006: Ab durch die Hecke
- 2006: Jagdfieber
- 2007: Nobel Son
- 2008: Bottle Shock
- 2008: Dead Space: Downfall (Video)
- 2010: Buried – Lebend begraben
- 2010: Jagdfieber 3
- 2010: Knucklehead – Ein bärenstarker Tollpatsch (Knucklehead)
- 2010: Yogi Bär
- 2011: Der Mohnblumenberg
- 2011: Die Schlümpfe – Eine schlumpfige Weihnachtsgeschichte (Kurzfilm; auch: Weihnachten mit den Schlümpfen)
- 2011: Five (Fernsehfilm)
- 2012: Zahnfee auf Bewährung 2 (Video; Sprechrolle)
- 2012: ParaNorman
- 2012: Hotel Transsilvanien
- 2013: The Call – Leg nicht auf!
- 2013: Die Eiskönigin – Völlig unverfroren
- 2014: Liebe geht durch den Magen (Kurzfilm)
- 2014: Baymax – Riesiges Robowabohu
- 2015: Mermaids – Meerjungfrauen in Gefahr
- 2017: Bo und der Weihnachtsstern
- 2018: Bumblebee (Stimme von Brawn)
- 2019: Mister Link – Ein fellig verrücktes Abenteuer
- 2020: SpongeBob Schwammkopf: Eine schwammtastische Rettung
- 2021: Night of the Animated Dead
- 2022: Paws Of Fury: Die Legende von Hank

### Fernsehen
- 1990: NAM – Dienst in Vietnam
- 1990: Lifestories
- 1991: Kidô senshi Gundam 0083: Stardust Memory (Mobile Suit Gundam 0083: Stardust Memory)
- 1991–1992: Salute Your Shorts
- 1994: Palm Beach-Duo
- 1994: Models Inc.
- 1995: Fushigi Yûgi
- 1995: Ein Strauß Töchter (Sisters)
- 1996: Beverly Hills, 90210
- 1996: Fushigi Yûgi: Memories First OAV (Miniserie)
- 1996: Kidô senshi Gundam: Dai 08 MS shôtai (Miniserie)
- 1997: Die Larry Sanders Show
- 1997: Fushigi Yûgi: The Mysterious Play – Reflections OAV 2 (Miniserie)
- 1997: Pacific Blue – Die Strandpolizei
- 1997: Vampire Miyu
- 1998: Eine himmlische Familie
- 1998: Rurôni Kenshin – Meiji kenkaku romantan
- 1998: Trigun
- 1999: Star Trek: Raumschiff Voyager
- 1999: Melrose Place
- 1999: Dual! Parallel Trouble Adventure
- 1999: Cowboy Bebop
- 2000: Gate Keepers
- 2000: Carried by the Wind: Tsukikage Ran
- 2000: Hand Maid May
- 2000: Jinzô ningen Kikaidâ: The Animation (auch: Android Kikaider: The Animation)
- 2001: Für alle Fälle Amy
- 2001: FreakyLinks
- 2001: Arli$$
- 2001: Felicity
- 2002: New York Cops – NYPD Blue
- 2001–2002: Fushigi Yûgi: The Mysterious Play – Reflections OAV 3 (Miniserie)
- 2002–2004: Ghost in the Shell: Stand Alone Complex
- 2004–2005: Sentō Yōsei Yukikaze
- 2021: Love, Death & Robots

### Computerspiele
- 1999: Galerians
- 2000: Star Trek: Voyager – Elite Force
- 2002: Xenosaga Episode I: Der Wille zur Macht
- 2002: Kessen II
- 2002: .hack//Infection Part 1
- 2002: .hack//Akusei heni vol. 2
- 2002: .hack//Shinshoku osen vol. 3
- 2003: .hack//Zettai houi vol. 4
- 2004: Shadow Hearts: Covenant
- 2008: Condemned 2: Bloodshot
- 2011: Rio (Computerspiel zum gleichnamigen Film)